# Believe (песня Nightmare)
Believe («Верить») — первый сингл японской Вижуал-кэй группы Nightmare, вышедший 21 августа 2003 года. Сингл был выпущен в двух изданиях: ограниченное включает в себя DVD с клипом на песню Believe, и обычное издание, которое не включает в себя DVD, но имеет дополнительную песню «muzzle.muzzle.muzzle».
Песня вошла в дебютный альбом группы, вместе с песней «muzzle.muzzle.muzzle», которая также присутствует в этом сингле.

## Список композиций

### Обычное издание (только CD)
| №  | Название               | Текст песни | Музыка | Длительность |
| -- | ---------------------- | ----------- | ------ | ------------ |
| 1. | «- Believe -»          | Ёми         | Рука   | 3:03         |
| 2. | «13th»                 | Ёми         | Сакито | 4:08         |
| 3. | «muzzle.muzzle.muzzle» | Ёми         | Сакито |              |

### Ограниченное издание (CD и DVD)
| №  | Название             | Текст песни | Музыка | Длительность |
| -- | -------------------- | ----------- | ------ | ------------ |
| 1. | «- Believe -»        | Ёми         | Рука   | 3:03         |
| 2. | «13th»               | Ёми         | Сакито | 4:08         |
| 3. | «"- Believe -" клип» |             |        |              |

## Позиция в чартах
Песня заняла #24 позицию в чарте Oricon, что являлось неплохим стартом для развития группы.